# 斐濟隆背鰩
斐濟隆背鰩（學名：Notoraja fijiensis），為軟骨魚綱鰩目單鰭鰩科隆背鰩屬的一種，分布於西太平洋斐濟海域，深度567至699公尺，本魚圓盤背面柔軟，佈滿細小的齒，腹面柔軟，小齒間距大，且非常細，尾巴細長，全身天鵝絨般柔軟，沒有大刺，尾部側褶未向遠端擴展，比尾部整個長度窄，鼻葉擴張不大，鼻簾寬度為體長7.3-8.3％，口相對較小，寬度超過鼻簾最大寬度的66%，腹鰭前葉較短後葉，背面淡黃褐色，腹面乳白色，胸鰭輻條總數64-66，體長可達31公分，棲息在大陸坡沙泥底質海域，為深海底棲性魚類，屬肉食性，卵生, 生活習性不明。